# Zhang Xiaoqiong
Zhang Xiaoqiong, född 10 juli 1966, är en friidrottare från Kina. Hon deltog vid olympiska sommarspelen 1988.